# Nicktoons Polska
Nicktoons (Zentral- und Osteuropa) ist die polnischsprachige Version des amerikanischen Kinderkanals Nicktoons, ausgestrahlt von ViacomCBS Networks International. Das Programmangebot richtet sich in erster Linie an Kinder von 4 bis 12 Jahren. Es wurde am 15. Februar 2018 in Polen eingeführt und ersetzt Nickelodeon HD. Der Slogan der Station lautet: "Toons Cię widzi, ty widź go też!".
Der Sender sendet das Programm 24 Stunden am Tag. Das Programmangebot des Senders umfasst: SpongeBob Schwammkopf, Teenage Mutant Ninja Turtles, Willkommen bei den Louds.
Der Kanal wurde am 14. Juli 2020 in Serbien, Kroatien, Slowenien und Albanien gestartet.

## Sendungen
Aktuell
- Alvin und die Chipmunks
- Avatar – Der Herr der Elemente
- Cosmo & Wanda – Wenn Elfen helfen
- Die Brot-Piloten
- Die Casagrandes
- Die Pinguine aus Madagascar
- Die Barbarin und der Troll
- Deer Squad
- Dorg van Dango
- Kung Fu Panda
- Ollies Rucksack
- Sanjay & Craig
- SpongeBob Schwammkopf
- Teenage Mutant Ninja Turtles
- Willkommen bei den Louds

Ehemalig
- Barnyard – Der tierisch verrückte Bauernhof
- Bunsen ist ein Biest
- Danny Phantom
- Die Legende von Korra
- Fanboy & Chum Chum
- Harveys schnabelhafte Abenteuer
- Jimmy Neutron
- Monsters vs. Aliens
- Mysticons
- Rise of the Teenage Mutant Ninja Turtles
- Schnappt Blake
- Schwein Ziege Banane Grille
- Toon Marty
- T.U.F.F. Puppy
- Willkommen im Wayne[2]